# Assemblée constituante
Une assemblée constituante, souvent abrégée en constituante, aussi appelée convention constitutionnelle, est une institution collégiale avec pour tâche la rédaction, ou l'adoption, d'une constitution, c'est-à-dire le texte fondamental d'organisation des pouvoirs publics d'un État.
La façon dont les membres de l'assemblée sont désignés dépend des circonstances et des pays. Ils peuvent être élus, tirés au sort, désignés ou s'autoproclamer. Leur pouvoir doit être défini clairement, soit ils sont désignés expressément et uniquement pour la tâche de rédaction de la constitution, ou bien ils peuvent avoir d'autres fonctions institutionnelles (comme un pouvoir parlementaire législatif) ou carrément un pouvoir souverain absolu (comme l'assemblée constituante nationale française de 1789-1791) mais cette dernière option reste vivement critiquée pour son absolutisme.
L'assemblée peut détenir le pouvoir constituant en vertu de la précédente constitution (on parle alors plutôt de révision), ou bien par les circonstances de faits, à la suite d'une crise de régime (révolution, guerre civile, coup d'État, invasion, etc.) et doit ainsi rédiger une « petite constitution » de transition.
Le résultat des travaux de l'assemblée peut n'être qu'un projet qui devra être entériné par le détenteur du pouvoir (par exemple un référendum). Il peut être une constitution entièrement nouvelle ou une simple modification plus ou moins importante.

## Assemblées constituantes dans le monde

### En Algérie
L'Assemblée nationale constituante algérienne est élue le 20 septembre 1962, deux mois et demi après l'indépendance du pays. Elle dote le jeune État algérien de sa première constitution.

### En Australie
En 1891, la convention australasienne nationale a réuni à Sydney des délégués issus des six colonies autonomes australiennes et de la Nouvelle-Zélande pour débattre d'un premier projet de constitution australienne rédigé par Samuel Griffith. Ces débats n'ont cependant pas débouchés sur la création de la fédération australasienne souhaitée par ses promoteurs et peu après la Nouvelle-Zélande s'est éloignée du projet.
De mars 1897 à février 1898 à Adélaïde, Sydney puis Melbourne, la convention fédérale australasienne a réuni des délégués de cinq des six colonies australiennes (le Queensland était absent) pour ajuster le projet de constitution. Celui-ci fut ensuite soumis au vote populaire entre juin 1898 et juillet 1900 et déboucha sur la fédération de l'Australie le 1er janvier 1901.

### En Belgique
Pour la Constitution initiale de la Belgique voir : Congrès national (Belgique).
L'assemblée constituante de 1919 fut mise en place par le roi Albert Ier (pour établir le suffrage universel masculin) en violation de la constitution qui prévoyait alors que le mode de scrutin soit le vote plural. Cet épisode est appelé par l'opposition conservatrice de l'époque le « coup de Lophem ».

### En Bolivie
Le 2 juillet 2006, se tiennent simultanément un référendum sur l'autonomie départementale et l'élection des représentants à une Assemblée constituante. Les travaux de l'Assemblée constituante, présidée par l'Indienne quechua Silvia Lazarte, devaient initialement prendre fin en août 2006 ; émaillés de nombreux incidents, ils ont été prolongés jusqu'à la fin de l'année 2007. Les députés du MAS ont approuvé le texte de la Constituante le 9 décembre 2007 à Oruro, en présence de 164 des 255 constituants. Le Parti PODEMOS n'a pas souhaité prendre part au vote, estimant que l'assemblée n'avait pas réuni les conditions d'un débat démocratique. Un référendum national concernant cette nouvelle Constitution a été convoqué par le président Morales pour mai 2008 mais la Cour électorale a refusé de valider cette convocation, arguant que cette dernière n'avait pas suivi la voie légale. La nouvelle constitution fut adoptée par voie de référendum le 25 janvier 2009, à 58,7 %, selon un sondage de sortie des urnes d'Ipsos Apoyo pour le quotidien La Razón et ATB. Cette Constitution innovante, qui ne remettait pas en cause les prérogatives dévolues à l'exécutif, modifiait cependant les principes constitutionnels en vigueur en Bolivie jusqu'à présent. L'esprit de cette Constitution était affiché dans son préambule qui mettait en exergue les valeurs des peuples indigènes de Bolivie et remettait en cause l'État colonial, républicain et néolibéral au profit d'un État unitaire social de droit plurinational communautaire. L'élection d'Evo Morales en 2005 et l'approbation de la Constitution de 2009 prouvaient la volonté du peuple de consacrer un pouvoir exécutif soumis au contrôle des électeurs par des élections mais disposant de marges de manœuvre importantes allant parfois au-delà du texte même de la Constitution; ainsi, Evo Morales qui bénéficiait dès son élection de l'ensemble du pouvoir législatif dans le pays avec plus de deux tiers des représentants à l'Assemblée Législative Plurinationale, précisa que sa priorité résidait dans le vote des lois organiques à l'Assemblée Législative Plurinationale pour l'application de la nouvelle Constitution approuvée en 2009.

### Au Cambodge
Le 1er septembre 1946, le 1er suffrage universel a eu lieu au Cambodge pour les élections des 67 membres de l’Assemblée constituante dont la mission était d’élaborer la première Constitution du Royaume du Cambodge, promulguée le 06 mai 1947.
Une seconde assemblée constituante a été élue en 1993. La nouvelle Constitution, adoptée le 21 septembre 1993 a été promulguée le 24 septembre 1993.

### Au Canada
Le processus politique et législatif ayant mené à la création du Dominion du Canada, qui a duré de 1864 à 1867, a été désigné par l'expression Confédération canadienne.

#### Conférence de Charlottetown
La première assemblée constituante se tint à Charlottetown (Île-du-Prince-Édouard), du 1er au 9 septembre 1864 et réunit des représentants élus des colonies de l'Amérique du Nord britannique pour discuter d'une éventuelle union de l'Île-du-Prince-Édouard, du Nouveau-Brunswick et de la Nouvelle-Écosse.

#### Conférence de Québec
La deuxième assemblée constituante se tint à Québec (Québec), du 10 au 27 octobre 1864 avec pour objectif d'élargir l'union ayant fait l'objet de la conférence précédente pour y inclure la Province du Canada. Les instances politiques du futur pays y furent discutées en détail pour aboutir en 72 résolutions qui seront votées par les assemblées législatives des quatre colonies britanniques concernées.

#### Conférence de Londres
La troisième assemblée constituante se tint à Londres (Royaume-Uni), du 4 décembre 1866 au 29 mars 1867, au Parlement impérial. Au cours de cette dernière conférence, les 72 résolutions évoluèrent jusqu'en projet de loi (l'Acte de l'Amérique du Nord britannique) qui recevra finalement la sanction royale de la reine Victoria et consacrera la création du Canada moderne.

### Au Chili
- Assemblée constituante (Chili, 2021), officiellement Convention constitutionnelle ;
- Assemblée constituante (Chili, 2023), officiellement Conseil constitutionnel.

### En Égypte
À la suite de la révolution de 2011, l'Assemblée du peuple est dissoute, des élections sont organisées, et les députés constituants sont chargés de rédiger une nouvelle constitution. Cette assemblée est néanmoins quittée par les libéraux ayant dénoncé sa mainmise par les Frères musulmans.

### En Équateur
Conformément à sa promesse électorale, le président de la république Raphaël Correa annonce lors de son investiture le 15 janvier 2007 la tenue d'un référendum le 18 mars 2007 dans le but d'autoriser la création d'une assemblée nationale constituante chargée de rédiger une nouvelle constitution. Ce dernier s'est finalement tenu le 15 avril 2007. Les électeurs équatoriens se sont à cette occasion prononcés en faveur de l'élection d'une Assemblée constituante.
Le 30 septembre 2007, l'Alianza Pais (Alliance pays) qui soutient le projet du président Correa, a obtenu 70 % des suffrages lors de l'élection de l'Assemblée constituante. L'Alliance pays totalise quatre-vingts des cent trente députés chargés de la rédaction de la nouvelle constitution. Le projet de constitution, élaboré par cette constituante, a été approuvé par référendum le 28 septembre 2008 avec 64 % de votes favorables contre 28 % de votes défavorables

### En France

#### L'Assemblée constituante de 1789
La première assemblée constituante fut fondée par des députés des États généraux lorsqu'ils s'érigèrent d'eux-mêmes en une « Assemblée nationale » le 17 juin 1789.
Cette assemblée devient le 9 juillet 1789 l'Assemblée nationale constituante.
Lorsque, le 30 septembre 1791, l’Assemblée constituante se retire du pouvoir, aux cris de « Vive le Roi ! Vive la Nation ! », l’œuvre de reconstruction de la France qu’elle a entamée est énorme.
La constitution qu'elle met en place le 3 septembre 1791 consacre une monarchie constitutionnelle.

#### L'Assemblée constituante de 1848
Selon la tradition républicaine de 1789 à 1792, le gouvernement provisoire décide de faire rédiger la nouvelle constitution par une assemblée constituante, qui est élue au suffrage universel direct masculin le 23 avril par 7 800 000 Français.
L'Assemblée souhaite un texte de compromis pour maintenir un ordre social libéral. Un projet est rédigé par un Comité de Constitution de 18 membres qui est discuté en Assemblée plénière et aboutit à un accord le 4 novembre.

#### L'Assemblée nationale constituante de 1871
La République est proclamée à Paris le 4 septembre 1870 à la suite de la défaite de Sedan et les républicains constituent un gouvernement provisoire, le Gouvernement de la Défense nationale, lequel signe un armistice avec la Prusse le 28 janvier 1871.
L'Assemblée nationale est élue le 8 février 1871 à la demande de la Prusse. Elle se proclame constituante le 31 août 1871 (loi Rivet).
La Troisième République fut définitivement instaurée le 30 janvier 1875 par l'adoption, à une voix de majorité, en première lecture 353 contre 352, puis à une plus large majorité en deuxième lecture 413 contre 248, de l'Amendement Wallon qui consacrait : « Le président de la République est élu à la majorité absolue des suffrages par le Sénat et la Chambre des Députés réunie en Assemblée nationale. Il est nommé pour sept ans ; il est rééligible ».
Sont ensuite votées les trois lois constitutionnelles qui fixent le régime.
Ayant rempli son rôle, l'Assemblée se sépara le 31 décembre 1875.

#### Les Assemblées constituantes de laIVeRépublique
Le Comité français de libération nationale (CFLN), organe politique de la Résistance, se déclare Gouvernement provisoire de la République française (GPRF) le 2 juin 1944.
Le 21 octobre 1945, à la question : « Voulez-vous que l'assemblée élue ce jour soit constituante ? », une très large majorité des électeurs et électrices (le droit de vote des femmes date de 1944) répondent oui. Ainsi, le référendum du 21 octobre 1945 établit une Assemblée nationale constituante, élue le même jour. Elle est chargée de rédiger une nouvelle Constitution, celle de la IVe République.
Un premier projet de Constitution est rejeté par référendum le 5 mai 1946. Une nouvelle Assemblée constituante est élue le 2 juin et la constitution de la IVe République est définitivement adoptée par référendum le 13 octobre 1946. Elle entre en vigueur le 27 octobre 1946.

### En Inde
L'Assemblée constituante indienne s'est réunie pour la première fois le 9 décembre 1946, quelques mois avant l'indépendance de l'Inde et elle était composée de membres élus par les Assemblées législatives des provinces de l'Empire britannique des Indes. Son premier président était le Dr Sinha Sachidanand, plus tard remplacé par Rajendra Prasad.
Sous la direction du leader dalit B. R. Ambdekar, président du Comité de Rédaction, elle s'est réunie en sessions ouvertes au public pendant 166 jours, réparties sur une période de 2 ans, 11 mois et 18 jours et a adopté la Constitution indienne qui est entré en vigueur le 26 janvier 1950, faisant de l'Inde une république.

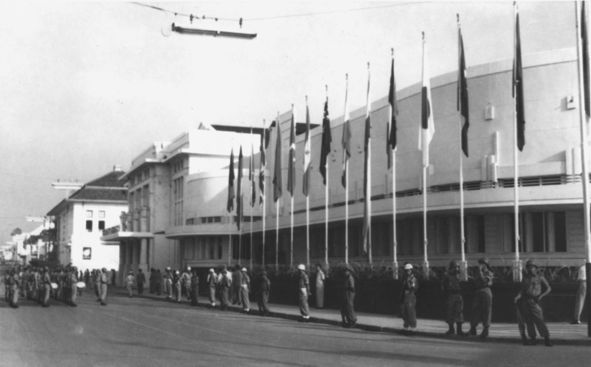
Le Gedung Merdeka, à Bandung, où s'est tenue la Konstituante.

### En Indonésie
La Konstituante (en) était l'organisme issu des élections législatives indonésiennes de 1955. Elle était chargée de rédiger une constitution permanente pour remplacer celle, provisoire, de la République des États-Unis d'Indonésie qui datait de 1950.
La Konstituante a siégé du 10 novembre 1956 au 2 juillet 1959 à Bandung (Java occidental). Le président Soekarno l'a dissoute par le décret du 5 juillet 1959, qui a en outre imposé un retour à la constitution de 1945.

### En Pologne
- Lors du rétablissement de l'indépendance après la Première Guerre mondiale (instauration de la Deuxième République) : Diète constituante (1919-1922) (pl)
- Lors de l'instauration du régime communiste après la Seconde Guerre mondiale ; Diète constituante (1947–1952) (pl)

### En Suisse

#### Assemblée constituante vaudoise
L'Assemblée constituante vaudoise a été élue par le peuple du canton de Vaud en Suisse le 7 février 1999. Son but était d'écrire une nouvelle constitution pour ce canton. La précédente constitution datait du 1er mars 1885.
La Constituante a siégé de 1999 à 2002. Elle adopte le nouveau projet de Constitution le 17 mai 2002 en assemblée plénière, à l'appel nominal, par 135 voix contre 16 et 10 abstentions.

#### Assemblée constituante de Genève
L'Assemblée constituante de Genève, élue le 19 octobre 2008, était l'assemblée chargée de rédiger une nouvelle constitution pour le canton de Genève. À l'issue de ses travaux, le texte a été soumis en votation le 14 octobre 2012 et accepté par 54,1 % des électeurs. La nouvelle constitution genevoise entra en vigueur le 1er juin 2013.

#### Assemblée constituante du Jura
Le 3 février 1977 l'Assemblée constituante du Jura a approuvé la création du canton du Jura à l'unanimité, en la collégiale de Saint-Ursanne. Un odonyme local (Rue du 3 février) rappelle cet évènement.
En 1977-1978, la même Constituante élabore la législation jurassienne, l'organigramme de l'Administration jurassienne, le statut des fonctionnaires ; elle adopte le budget cantonal pour 1979.

#### Assemblée constituante valaisanne
La deuxième assemblée constituante du Valais est élue en 2018.

### En Tunisie
L'histoire de la Tunisie nouvelle a connu deux assemblées constituantes. La première a été élue le 25 juillet 1956 et a abouti à la proclamation de la république en 1957 et a fini ses travaux avec l'adoption de la constitution en date du 1er juin 1959. La deuxième fut élue lors des élections du 23 octobre 2011 et constitue la plus importante date de l'après 14 janvier 2011, lors de la révolution tunisienne qui a fait chuter Ben Ali.
L'assemblée constituante de 2011 représente l'une des plus importantes revendications du peuple tunisien après son soulèvement contre le pouvoir dictatorial de l'ex-président Zine el-Abidine Ben Ali, déchu le 14 janvier 2011, et aboutissant ainsi à la Révolution tunisienne de 2010-2011 aussi connue en Occident sous le nom de « Révolution du Jasmin ». Le 8 juin 2011, le Premier ministre dans le gouvernement de transition Béji Caïd Essebsi a officiellement annoncé la tenue des élections d'une assemblée constituante pour le dimanche 23 octobre 2011.

### Au Venezuela
Hugo Chavez, président de la République, met en œuvre le 25 avril 1999 un référendum sur l'opportunité de former une nouvelle assemblée constituante, ce référendum verra une victoire du « oui » à 92 % avec un taux de participation de 40 %. Le 7 août, la nouvelle Assemblée constituante est instituée. Cette assemblée à 95 % chaviste a pour mandat de préparer une nouvelle constitution afin de remplacer celle de 1961. Ses 131 membres, la plupart sans aucune expérience politique, n'ont que trois mois pour la rédiger. Il est prévu de faire ratifier cette nouvelle constitution par référendum.
Le 19 décembre de la même année, 72 % des participants au référendum acceptent la nouvelle constitution « bolivarienne ».
Avec 350 articles, le document est l'une des plus longues constitutions du monde. Les principaux changements de la Constitution bolivarienne du Venezuela sont :
- Changement de nom du pays en « république bolivarienne du Venezuela » ;
- Abolition du Sénat, passant ainsi à un système monocaméral ;
- Le mandat du président passe de 5 ans à 6 ans ;
- Le président peut être réélu immédiatement à la fin de son mandat une seule fois. La constitution antérieure permettait la réélection du président, mais seulement après une période d'au moins 10 ans ;
- Mise en vigueur du « référendum révocatoire » qui permet au peuple de destituer n'importe quel gouvernant, fonctionnaire ou administrateur public, y compris le président.

En 2017 une nouvelle assemblée constituante est élue.